# Zootzen (Rheinsberg)
Zootzen war ein mittelalterliches Dorf und namensgebend für den Zootzensee.

## Geografie
Die „Zootzer Dorfstelle“, eine jungslawische Siedlung, die im Mittelalter zur Wüstung wurde, liegt 8 Kilometer nördlich von Rheinsberg und 1,9 Kilometer nordwestlich von Zechlinerhütte am Nordufer des Zootzensees. Die Gegend gehört zum Rheinsberger Seengebiet, welches den südwestlichen Teil des Neustrelitzer Kleinseenlandes darstellt.

## Geschichte
Die erste schriftliche Erwähnung des Ortes, der vermutlich schon Ende des 13. oder Anfang des 14. Jahrhunderts wüst geworden ist, stammt aus dem Jahr 1283 und darin wird er mit dem Namen Sucene verzeichnet. Vor 1283 gehörten sechs Hufen im Dorf und das benachbarte Repente dem Ritter Wichmann Glude und Johann von Havelberg. Das halbe Dorf Repente und die sechs Hufen in Zootzen wurden im genannten Jahr vom Markgrafen, vorbehaltlich einiger Zinsen, der Johanniterkomturei in Mirow geschenkt. 1303 findet sich ein weiterer Beleg, in dem der Ort als Sozene bezeichnet wurde. In diesem Jahr wurde die Auflassung der Besitzrechte der Johanniter an den sechs Hufen im Dorf an den Fürsten Heinrich von Mecklenburg vorgenommen.
Zu einem späteren Zeitpunkt gelangten die bereits 1283 und 1303 genannten sechs Hufen in den Besitz des Bischofs von Havelberg. Nach 1303 war das Dorf vermutlich schon eine Wüstung. Unklar ist, wann die Siedlung tatsächlich wüst geworden ist. Aufgegangen ist das wüste Gelände im bischöflichen und kurfürstlichen Forst Zechlin. Um 1550 findet sich eine schriftliche Erwähnung des Ortes mit dem Namen Teetz, und zu dieser Zeit wird er als ein wüstes Feld des Hauses Zechlin genannt. Später gehörte er zum Amt Zechlin.
1707 wurde die Dorfstelle mit einem Umfang von 17 Morgen und 243 Quadratruten an Flecken Zechlin verpachtet. 1721 grenzte die „Zootzer Dorfstelle“ an die Feldmark der Dörfer „im königlichen Heiderevier“. 1736 und in den Folgejahren wurden im Südosten der wüsten Feldmark Zootzen die Weiße Glashütte und eine dazugehörige Kolonie errichtet, das heutige Zechlinerhütte.
Vor 1816 gehörte der Ort zum Wittstockischen Kreis in der Prignitz der Mark Brandenburg und kam danach zum Landkreis Ostprignitz. Ab 1946 dem Landkreis Ruppin zugefallen, kam er 1952 zum Kreis Neuruppin im Bezirk Potsdam. Seit 1993 gehört die Wüstung zum Landkreis Ostprignitz-Ruppin und liegt heute auf der Gemarkung Zechlinerhütte, einem Ortsteil von Rheinsberg.